# Benjamin Hindle
Benjamin John Hindle –conocido como Ben Hindle– (Calgary, 23 de mayo de 1974) es un deportista canadiense que compitió en bobsleigh. Su hermano gemelo Matthew también compitió en bobsleigh. Ganó una medalla de bronce en el Campeonato Mundial de Bobsleigh de 1999.

## Palmarés internacional
| Campeonato Mundial | Campeonato Mundial         | Campeonato Mundial | Campeonato Mundial |
| Año                | Lugar                      | Medalla            | Prueba             |
| ------------------ | -------------------------- | ------------------ | ------------------ |
| 1999               | Cortina d'Ampezzo (Italia) | Medalla de bronce  | Cuádruple          |